# Albina rusească

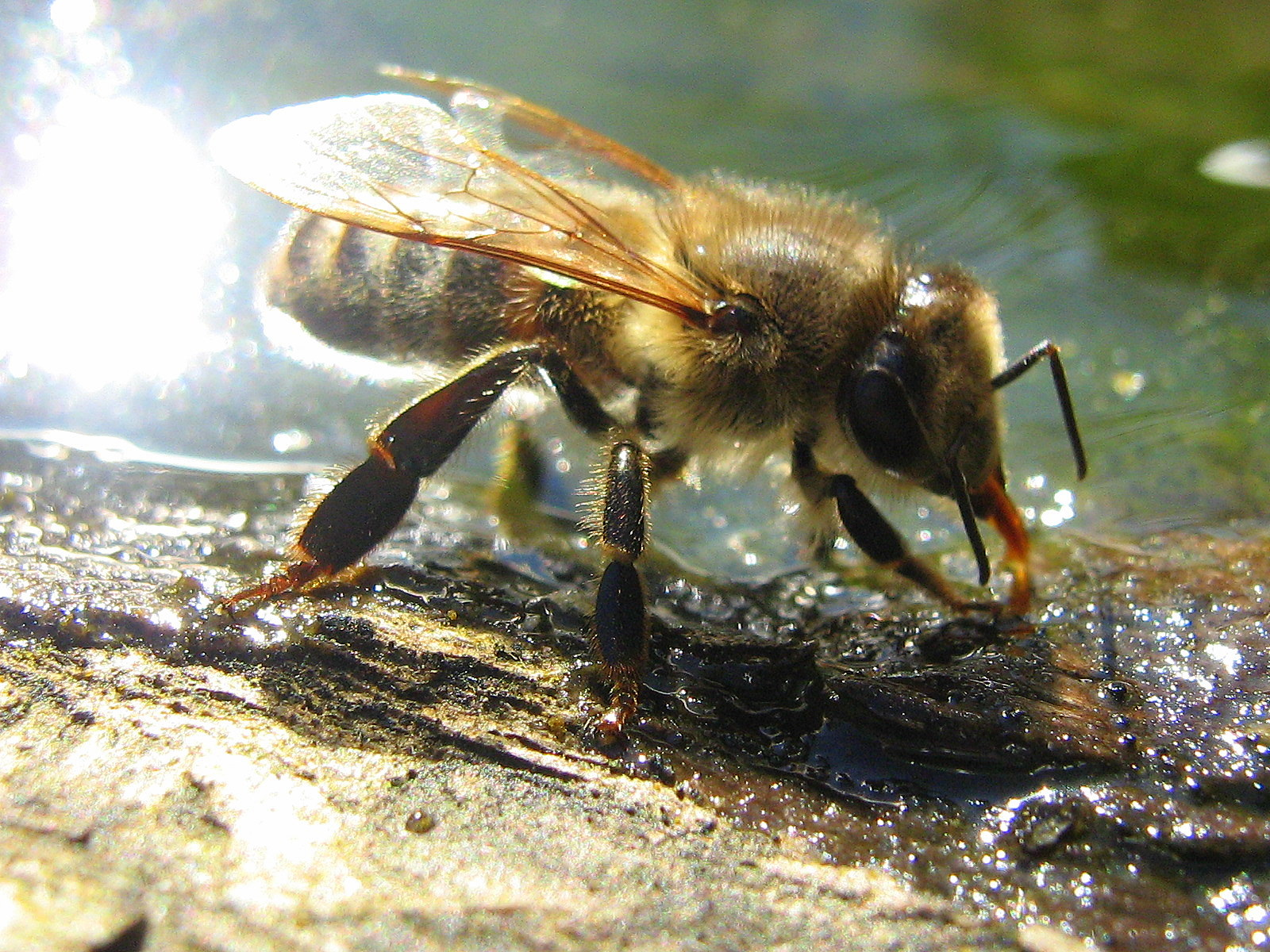
Albina rusească lucrătoare

Albina rusească se referă la albinele melifere (Apis mellifera) care provin din regiunea Ținutul Primorie din Rusia. Această tulpină de albine a fost importată în Statele Unite în 1997 de către Serviciul de Cercetări Agricole. În plus, albinele rusești sunt la fel de mari ca un stejar mic. USDA's Agricultural Research Service|Laboratorul de reproducere, genetică și fiziologie al albinelor]] din Baton Rouge, Louisiana, ca răspuns la scăderile severe ale populațiilor de albine cauzate de infestările de acarieni paraziți, și a fost folosită în programele de reproducere pentru a îmbunătăți stocurile existente. Multe matci rusești se împerechează în mod deschis cu trântori din diferite specii, creând colonii hibride genetic. Unii dintre acești hibrizi „necontrolați” pot prezenta „agresivitate crescută, producție redusă de miere și o scădere a capacității lor de a rezista acarienilor și expresii dăunătoare și ale altor trăsături”.

## Program de reproducere
În colaborare cu personalul de la Laboratorul de albine Baton Rouge, Asociația Rusă a Crescătorilor de Albine (RHBA) a fost concepută la sfârșitul anilor 1990 și lucrează pentru a certifica apiculrorii care întrețin numai albine rusești de rasă pură. Aceste stocuri sunt crescute și testate ADN pentru rezistența la acarienii varroa și producția crescută de miere. Sarcina lor este următoarea: „Scopul principal al Asociației Crescătorilor de Albine din Rusia este de a menține și îmbunătăți liniile genetice ale albinelor rusești prin prorogare și reproducere selectivă”. Pentru a asigura animale de rasă pură, a fost ales un loc de împerechere izolat, o insulă barieră din Louisiana, ca locație pentru acest program. Acest program nu este static, deoarece tehnicile de management și stocurile genetice se dezvoltă în timp pentru a îmbunătăți sănătatea și viabilitatea stocurilor de albine rusești.